# Edgar Bruno da Silva
Edgar Bruno da Silva (São Carlos, Brasil; 3 de enero de 1987) es futbolista brasileño. Juega de delantero y su actual equipo es el Daegu Football Club de la K League 1 de Corea del Sur.

## Clubes
| Club            | País                   | Año         |
| --------------- | ---------------------- | ----------- |
| Joinville       | Brasil                 | 2006        |
| São Paulo F. C. | Brasil                 | 2006        |
| Beira-Mar       | Portugal               | 2007        |
| F. C. Porto     | Portugal               | 2007 - 2008 |
| Académica       | Portugal               | 2008        |
| Estrella Roja   | Serbia                 | 2008        |
| Vasco da Gama   | Brasil                 | 2009        |
| Nacional        | Portugal               | 2009 - 2010 |
| Vitória S. C.   | Portugal               | 2010 - 2012 |
| Al Shabab       | Emiratos Árabes Unidos | 2012 - 2015 |
| Al-Wasl         | Emiratos Árabes Unidos | 2015 - 2016 |
| Adanaspor       | Turquía                | 2016        |
| Al-Duhail       | Catar                  | 2017        |
| Buriram United  | Corea del Sur          | 2017        |
| Daegu F. C.     | Corea del Sur          | 2018 - act. |